# Yamato-Tradition

Zentren der japanischen Schwertschmiedetraditionen. Die Gokaden (darunter die Provinz Yamato) sind rot gekennzeichnet.

Die Yamato-Tradition (jap. 大和伝, Yamato-den) ist eine Sammelbezeichnung für Schwertschmiedeschulen in der japanischen Provinz Yamato, die in unterschiedlicher Ausprägung ähnliche Charakteristika aufwiesen. Die fünf wichtigsten Schulen waren die Senjuin-Schule, Taema-Schule, Shikkage-Schule, Tegai-Schule und Hōshō-Schule. Daneben finden sich allerdings noch viele weitere Schwertschmiedeschulen, die von der Yamato-Tradition beeinflusst wurden, so z. B. die Kanabō-Schule, die Mihara-Schule und die Naoe-Shizu-Schule.
Die Yamato-Tradition gehörte neben der Sōshū-Tradition, der Bizen-Tradition, der Yamashiro-Tradition und der Mino-Tradition zu den fünf klassischen japanischen Schwertschmiedetraditionen (Gokaden).

## Geschichte
Ihr Ursprung liegt in der Provinz Yamato, die zur Nara-Zeit als Zentrum der japanischen Kultur galt. Die Provinz liegt südlich von Kyōto in der Region Kinai (jap. 畿内, wörtlich: „Inneres des Hauptstadtgebiets“). Die Stadt Heijō-kyō (heute: Nara) in der Provinz Yamato war damals Hauptstadt des japanischen Reiches, so dass sich hier viele Schwertschmiede ansiedelten. Der Legende nach entstammten auch die ersten japanischen Schwertschmiede Amakuni und Amakura der Yamato-Tradition. Das ihnen zugeschriebene Kogarasu-maru dürfte wohl das bekannteste Beispiel für die Yamato-Schwertschmiedekunst sein. Weitere Schwertschmiede aus dieser Frühphase der Yamato-Tradition, z. B. Fujito und Amafuji, werden in Büchern zwar erwähnt, es finden sich heute jedoch keine ihnen zugeschriebenen Schwerter mehr.
Mit der Verlegung der Hauptstadt nach Heian-kyō (heute: Kyōto) im Jahr 794 verließen viele Schwertschmiede jedoch die Provinz. Um das Jahr 1200 bildeten sich in der Gegend um Nara verstärkt kriegerische religiöse Sekten, so dass sich der Bedarf für Schwerter erhöhte. Im Zuge dessen wurden auch wieder mehr Schwertschmiede in der Provinz tätig, um den Waffenbedarf der Kriegermönche zu decken. Aus diesem Grund wurden meist Tempelnamen für die verschiedenen Schulen verwendet, z. B. wurde die Tegai-Schule nach dem Tor Tegai-mon des Tempels Tōdai-ji benannt.

## Charakteristika
- Schmiede der Yamato-Tradition fertigten sowohl Tachi, Katana und Tantō als auch einige Naginata und Yari.[7]
- Schwertklingen der Yamato-Tradition erscheinen von der Form her eher schlank und grazil, jedoch mit einem hohen Klingengrat (Shinogi), der auch als Taka shinogi bezeichnet wird.[8]
- Die höchste Krümmung weisen die Klingen in der Mitte auf, so dass sie dem Torbogen eines Shinto-Tempels ähneln (Torii Sori).[9]
- Die Härtelinie (Hamon) verläuft in der Regel gleichmäßig und parallel zur Schneide (Suguha) und weist Nie-deki auf.[10]
- Die Klingenoberfläche (Hada) weist typischerweise gerade verlaufende Oberflächentextur, ein sog. Masame-Hada, auf, daneben kommt jedoch oft auch eine wirbelförmige Textur, das sog. Mokume-Hada, vor.[11]
- Die Angel der Klinge (Nakago) besitzt meist ein abgerundetes Ende (Kuri-Jiri), in späteren Phasen kommen allerdings auch spitze Enden vor (Kengyo).[12]
- Mit Ausnahme von Hohlkehlen bzw. Hi (Klinge) finden sich auf den längeren Klingen kaum Gravuren, sog. Horimono. Auf Tanto finden sich diese zwar in verschiedenen Varianten, jedoch nur selten Drachenmotive (Kurikara) oder Ken bzw. Tsurugi mit Darstellung eines Schwertgriffs. Häufig wurden derartige Horimono auf den Klingen erst später angebracht.[13]